# شبکه‌های ورزشی الکأس
شبکه‌های ورزشی الکاس تلویزیونی ورزشی به زبان عربی متعلق به دولت قطر است که دارای چندین شبکه بوده و یکی از پربیننده‌ترین رسانه‌های ورزشی در خاورمیانه محسوب می‌شود. مهم‌ترین حق پخش‌های آن: بازی‌های لیگ قهرمانان آسیا است.

## شبکه‌ها
- Alkass 1
- Alkass 2
- Alkass 4
- Alkass 5
- Alkass online